# Reprezentacja Malediwów w piłce nożnej mężczyzn
Reprezentacja Malediwów w piłce nożnej gra pod egidą Malediwskiego Związku Piłki Nożnej (ang. Football Association of Maldives). Federacja została założona w 1982. Członkiem FIFA i AFC została w 1986. Malediwczycy nigdy nie awansowali do finałów Mistrzostw Świata ani Pucharu Azji. Obecnie w rankingu FIFA reprezentacja zajmuje 140 miejsce.
Obecnym selekcjonerem kadry Malediwów jest Francesco Moriero

## Udział wMistrzostwach Świata
- 1930 – 1966 – Nie brały udziału (były brytyjskim protektoratem)
- 1970 – 1986 – Nie brały udziału (nie były członkiem FIFA)
- 1990 – Wycofały się z kwalifikacji
- 1994 – Nie brały udziału
- 1998 – 2022 – Nie zakwalifikowały się

## Udział wPucharze Azji
- 1956 – 1964 – Nie brały udziału (były brytyjskim protektoratem)
- 1968 – 1984 – Nie brały udziału (nie były członkiem AFC)
- 1988 – 1992 – Nie brały udziału
- 1996 – 2004 – Nie zakwalifikowały się
- 2007 – Nie brały udziału
- 2011 – 2023 – Nie zakwalifikowały się